# 瞳の住人
「瞳の住人」（ひとみのじゅうにん）は、日本のロックバンド、L'Arc〜en〜Cielの23作目のシングル。2004年3月3日発売。発売元はKi/oon Records。

## 概要
前作「READY STEADY GO」以来約1ヶ月ぶりとなるシングル。2004年3月に発売された9thアルバム『SMILE』の先行シングルとなっている。
本作の表題曲「瞳の住人」は、弦楽器や鍵盤楽器を大々的にフィーチャーしたクラシカルなバラードソングに仕上げられている。この曲はL'Arc〜en〜Cielのリスナーからの人気が非常に高い楽曲となっている。2016年には音楽情報サイト、BARKSで行われた「L'Arc〜en〜Cielの好きな曲BEST3」という企画で、山中拓也（THE ORAL CIGARETTES）がこの曲を1位に選出している。また、2021年3月3日に放送されたテレビ朝日系音楽番組『関ジャム 完全燃SHOW』の「プロが選ぶ最強の名曲ベスト30特別編」という企画で、シンガーソングライターの草野華余子がこの曲を2位に選出している。（詳細は楽曲解説の項目を参照）
ちなみに表題曲は、作曲者であるtetsuyaのソロ名義の活動で頻繁にセルフカバーされている。2017年8月25日にTETSUYA名義で開催したソロライヴにおいて、会場となった昭和女子大学"人見"記念講堂という名前に因んで初めてセルフカバーされており、2019年に開催したソロライヴでもこの曲がセルフカバーされている。なお、本作発売年にはシンガポールの歌手、シルベスター・シムが「Yan Mou De Zhu Ke」というタイトルでこの曲をカバーしている。
カップリングには、ボーカルであるhyde以外のメンバーが「READY STEADY GO」のメインボーカルを担当しセルフカバーするというユニークな音源が収録されている。hyde以外のメンバーが、2001年から2003年までのソロ活動期間においてメインボーカルを務めていたこともあり、それぞれのバージョンで歌い方などのメンバー各々の個性がしっかりと反映されたカバー音源となっている。ちなみにこのセルフカバー企画は、hydeの「マニアックなカラオケ入れるんだったら（メンバーが）歌ったほうがいいんじゃない？」という何気ない一言に端を発したもので、tetsuyaは「hydeが軽く冗談で言ってたのかな？それをスタッフが聞いて話を膨らませていってきたんだと思う」と述べている。なお、各メンバーのボーカルトラックレコーディングは、じゃんけんによって順番が決められ、tetsuya、ken、yukihiroの順に録音作業が行われた。このセルフカバーの歌録りをしている現場の様子の一部は、アルバム『SMILE』の初回限定盤に付属する特典DVDに収録されている。ちなみに3人とも、「READY STEADY GO」のアルバムバージョンに収録された＜Are you ready?＞の掛け声から歌い始め、フルコーラスを歌唱している。なお、hydeは音源を聴くまで「3人のヴォーカルを1曲に編集すると思ってた」という。また、3人のセルフカバーを聴いた印象について、hydeは「みんな上手だな、と。これは出来てから聴いたんですけど、もっとおちゃらけた感じなのかなと思ってたらみんなマジに歌ってたんで、驚きました」「ラルクの曲を、僕以外の人が歌うっていうのはなかなかないですからね。目からウロコですよね。"ああ、色んなアプローチがあるんだな"と思うし。そういう意味では、良い刺激かもしれないですね」と感想を述べている。

## リリース

### リリースの経緯
前作「READY STEADY GO」から引き続き、tetsuyaが表題曲の作曲を担当している。なお、今回の表題曲に「瞳の住人」が選ばれたのは、レコード会社側からの推薦によるものだったという。tetsuyaは本作発売当時に受けたインタビューの中で「レコード会社の社長から"ぜひこれで！"と強く言われたんです」「周りが強くコレでいきたいというのがあれば、売るほうのそういう気持ちってのも大事だと思うから。それは尊重したいと思うんですよ」と語っている。
なお、kenは「READY STEADY GO」と「瞳の住人」をアルバム『SMILE』の先行シングルとして発表したことについて、「アルバムの中の極端なところ、バリエーションを感じさせるのにいい抽出の仕方だなって感じです」と述べている。

### リリース形態
本作は、通常盤（CD）の1形態でリリースされており、初回限定仕様はスーパーピクチャーレーベルになっている。また、初回限定特典として、IDナンバー入りフォトカードが封入されている。さらに、フィジカルの規格は、前作と同様にCCCDで当初販売されたが、2005年10月26日にCD-DAで再発売されている。

### チャート
発売初週となる2004年3月15日付のオリコン週間シングルチャートで、前作「READY STEADY GO」に続き3作連続通算12作目となる首位を獲得している。

## ミュージックビデオ
表題曲「瞳の住人」のミュージック・ビデオは、竹内スグルがディレクターを務めた作品となっている。映像は、無造作に置かれた壊れたシャンデリアや車、楽器などが曲が進むにつれて復元されていき、最後のシーンで復元された楽器の前にL'Arc〜en〜Cielのメンバー4人が現われる演出となっている。
このミュージック・ビデオは、2007年12月5日に発表したクリップ集『CHRONICLE 3』に初収録されている。また、2019年12月11日には公式YouTubeアーティストチャンネルにおいて、YouTube Music Premium限定で映像の有料公開が開始されている。前述のYouTubeチャンネルでの有料公開開始から約2年4ヶ月後となる2022年4月29日からは、同サイトで映像の無料公開が開始されている。

## 収録曲
| #         | タイトル                             | 作詞      | 作曲      | 編曲                          | 時間  |
| --------- | ------------------------------------ | --------- | --------- | ----------------------------- | ----- |
| 1.        | 「瞳の住人」                         | hyde      | tetsu     | L'Arc〜en〜Ciel, Hajime Okano | 5:57  |
| 2.        | 「瞳の住人 (hydeless version)」      |           | tetsu     | L'Arc〜en〜Ciel, Hajime Okano | 5:57  |
| 3.        | 「READY STEADY GO (ken READY)」      | hyde      | tetsu     | L'Arc〜en〜Ciel, Hajime Okano | 3:48  |
| 4.        | 「READY STEADY GO (tetsu READY)」    | hyde      | tetsu     | L'Arc〜en〜Ciel, Hajime Okano | 3:48  |
| 5.        | 「READY STEADY GO (yukihiro READY)」 | hyde      | tetsu     | L'Arc〜en〜Ciel, Hajime Okano | 3:48  |
| 合計時間: | 合計時間:                            | 合計時間: | 合計時間: | 合計時間:                     | 23:18 |

## 楽曲解説
1. 瞳の住人
  - 作詞: hyde / 作曲: tetsu / 編曲: L'Arc〜en〜Ciel & Hajime Okano

弦楽器や鍵盤楽器を大々的にフィーチャーしたクラシカルなバラードソング。この曲は、2001年3月に発表したベストアルバム『Clicked Singles Best 13』に新曲として収録された楽曲「Anemone」のレコーディングと同時期にオケ録りが行われていた楽曲で[9]、ken曰く「ボーカル録りとミックスを待つかたちで置いておかれた[10]」という。
この曲にはギター、ベース、ドラムというロックバンドのオーソドックスなサウンド以外に多くのサウンドが盛り込まれており、パーカッション、ストリングス、ピアノ、シンセサイザーなど、打楽器から弦楽器、鍵盤楽器など多様な種類の楽器がレコーディングで導入されている。さらに、ギターを3本、ベースを2本重ねたオーバーダビングも行われている。
この曲をリリースするにあたり、当初は2001年の音から録り直すことも考えていたという。結果的に2001年までに録り終えた音を多く採用することにしているが、その理由についてkenは「（3年前に）色んなアイデアを散々コラージュみたいに入れちゃってて、もう一回やり直そうにも何をどれだけ入れたかわからないぐらい入れてた（笑）こういう作り方も滅多にないことだし、それを逆にミックスするときにコラージュするみたいに出し入れするのもいいかなと思って、そのままにしましたね[10]」「『SMILE』はわりとストレートなアルバムで、音像もそんなに変わらずにギターがずっと居たりするので、この曲で入れ替わる様を見せれてもいいなと思ってましたね。今録ると多分ギターは一本でずっと弾ききって、こういうアイデアにはならないと思うので[10]」と述べている。また、kenは本作発売当時のインタビューで、この曲の編曲作業を振り返り「今回、形にするにあたって、フェーダーを上げたり、下げたり、いろいろとやってみたんですよ。こんな音も入っていたんですねっていうのがいっぱいあったので。ピアノもあれば、オルガンもあれば。それをコラージュっぽく、まとめていくことができた。そのことによって、新しく聴こえてきたから良かったのかな[9]」と述べている。ちなみにyukihiroは、この曲の編集の際に、曲の雰囲気を重視し、ドラムの音量を下げて欲しいと進言したという。
なお、作曲者であるtetsuyaは、本作発売当時に受けた音楽誌の取材の中で、インタビュアーに「この曲はどうやって作られたか」と質問された際に、「夢の中でサビのメロディが出てきた」と語っていたことがある[7]。また、tetsuyaは同インタビューの中で「目が覚めたら、それまで夢の中で作ってたメロディが鳴ってるわけですよ。朝起きても。コレはすごい、と思って。だから俺が作ったんじゃないっちゃあ、ないのかな[7]」と答えているが、真偽の程は定かではない。ちなみに、作詞を担当したhydeは、プロモーションのためテレビ等のメディアに出演した際に、歌詞についてtetsuyaから尋ねられ、「（歌詞も）夢の中で作りたかった」とコメントしている。
また、tetsuyaは、この曲のイメージについて「周りからリクエストが来るんですよ。他のアーティストから。一番多いのが"「Pieces」みたいな曲書いて"っていうのなんですね。そういうオーダーも多かったし。なんとなく自分の中でも「あなた」とか「Pieces」、それと似て非なるもの、超えるものを作りたかったんです[7]」と述べている。なお、弦編曲作業には、マイケル・ジャクソン、エルトン・ジョンなどのアルバムでアレンジやオーケストラの指揮を担当したデヴィッド・キャンベルが参加している。
作詞者のhydeは、この曲の歌詞のテーマについて「ひとつの目標に向かってまっすぐな道を歩いていくというのは難しいし。そこにたどり着くまでにはいろんな寄り道をしながら行かなきゃいけない。"果たして今行ってる道は目標に向かってるのか"。そういうのを詞にしました[6]」と語っている。また、hydeはこの曲の作詞作業をしているときの心境について「この時期、忙しかったこともあって、ある時"なんでこんな忙しいんだろう"ってふと疑問に思ったの。自分が本当に行きたいところってどこなんだろう、どこに行くためにこんな忙しい思いをしてるんだろうって[6]」と述懐している。ちなみに、歌詞の中に＜首輪＞という単語を入れたことについて、hydeは「やっぱリアリティーがないと嘘っぽい詞になると思うし。自分的には首輪的フレーズが一番リアルだから[6]」と理由を語っている。
なお、この曲は、L'Arc〜en〜Cielがこれまでに発表してきた楽曲の中でも非常にキーの高い曲であり、楽曲中の最高音はhihiAとなっている。特にサビのキーの高さに、実際に歌うhydeよりも周りのスタッフの方が驚いていたという[6]。この曲のボーカルキーの高さについて、hydeは「作曲段階からみんなそればっか言ってて（笑）。でも、よくよく考えれば、みんなそこに耳がいくってことは、それだけキャッチーってこと[6]」と述べている。
2. READY STEADY GO (ken READY)
  - 作詞: hyde / 英語訳詞: Lynne Hobday / 作曲: tetsu / 編曲: L'Arc〜en〜Ciel & Hajime Okano

22ndシングル「READY STEADY GO」の表題曲のkenによるカバー。
メインボーカルを担当したkenは、歌録りを振り返り「S.O.A.Pやっといて良かった（笑）[11]」とコメントしている。なお、このカバーを聴いたhydeは、2003年に行われたライヴ「Shibuya Seven Days 2003」のkenのコーラスワークを含め、kenの歌声とボーカルの成長ぶりに感銘を受けたといい、「"アレ？俺が歌ってんのかな？"って一瞬思った（笑）。したらkenだったから、僕の存在理由は？って、ちょっと思いましたね（笑）[12]」とコメントしている。ちなみにこのカバーでは、間奏部分の＜Are you ready?＞というフレーズを＜kenで～す＞と言っている。
3. READY STEADY GO (tetsu READY)
  - 作詞: hyde / 英語訳詞: Lynne Hobday / 作曲: tetsu / 編曲: L'Arc〜en〜Ciel & Hajime Okano

22ndシングル「READY STEADY GO」の表題曲のtetsuyaによるカバー。
メインボーカルを担当したtetsuyaは、歌録りを振り返り「特に僕は作曲者なので、ちゃんと唄わなきゃなっていうね。ソロでも唄ってるんで、唄うことに関しては別に何もないんですけど…ま、僕は無難にこなしました（笑）[13]」とコメントしている。
4. READY STEADY GO (yukihiro READY)
  - 作詞: hyde / 英語訳詞: Lynne Hobday / 作曲: tetsu / 編曲: L'Arc〜en〜Ciel & Hajime Okano

22ndシングル「READY STEADY GO」の表題曲のyukihiroによるカバー。
メインボーカルを担当したyukihiroは、歌録りを振り返り「アタマの＜Are you ready？＞ってところは、もっとコーンみたいに言おうかと思ったんだけど（笑）。楽しく録れましたよ。2回ぐらいしか唄ってないし。確かにacid androidとは勝手が違うし、最初は自分でも"どうなるかな～"と思ってましたけど、意外と…唄えましたね（笑）[14]」とコメントしている。なお、このカバーを聴いたhydeは、yukihiroの歌い回しに「この曲まだまだロックに歌えるんだ[6]」と感じたとコメントしている。

## タイアップ
瞳の住人
- エクシング「ポケメロJOYSOUND」CMソング
- 江崎グリコ「Mousa」CMソング（中国）[15]

## 参加ミュージシャン
- hyde：Vocal
- ken：Guitar
- tetsu：Bass
- yukihiro：Drum
- 瞳の住人
  - デヴィッド・キャンベル：Strings Arrangement
  - 富樫春生：Acoustic Piano
  - tetsu：Keyboard, Six Strings Bass
  - 岡野ハジメ：Keyboard
  - 斎藤仁：Keyboard & Manipulate

## カバー
（※）音源がフィジカルに収録されているものに限り記載する。
- シルベスター・シム （2004年、曲題「Yan Mou De Zhu Ke」として）

## 収録アルバム
オリジナルアルバム
- 『SMILE』 (#1)

ベストアルバム
- 『TWENITY 2000-2010』 (#1)
- 『WORLD'S BEST SELECTION』 (#1)